# Mitchells & Butlers
Mitchells & Butlers est une entreprise britannique gérant environ 1 600 pubs, bars et restaurants (dont la brasserie Bass, la chaîne irlandaise O'Neills, les restaurants Harvester, etc.) au Royaume-Uni. Son siège est à Birmingham, en Angleterre. Cotée à la Bourse de Londres, elle fait partie de l'indice FTSE 250.

## Histoire
En juin 2014, Mitchells & Butlers annonce l'acquisition d'Orchid Group, exploitant 173 pubs éponymes, pour 266 millions de livres.